# Schefflera cumingii
Schefflera cumingii är en araliaväxtart som först beskrevs av Berthold Carl Seemann, och fick sitt nu gällande namn av Hermann August Theodor Harms. Schefflera cumingii ingår i släktet Schefflera och familjen araliaväxter.
Artens utbredningsområde är Filippinerna. Inga underarter finns listade.